# 格里戈里·克拉马罗夫
格里戈里·莫伊谢耶维奇·克拉马罗夫 （俄语：Григо́рий Моисеевич Кра́маров，1887年—1970年），原名格谢尔·莫伊谢耶维奇·克劳马尔 （俄语：Гершель Мойшевич Кра́мар）是一位俄罗斯革命家和德系犹太布尔什维克。他是苏联早期太空航行理念的积极推动者，在20世纪20年代促进了这一事业的发展。

## 简介
1905年，克拉马罗夫因参与圣彼得堡1905年俄国革命而被捕入狱，最终逃了离俄罗斯，在美国旧金山度过了一段时间。
1907年他加入布尔什维克，在1917年十月革命中任全俄中央执行委员会会员（VTsIK）并参加了内战，后来曾担任共产国际驻国际列宁学校记者。
克拉马罗夫是苏联太空飞行和火箭计划的积极推动者，也是1924年成立的宇航研究协会创始人和主席。在以后的岁月里，他撰写了二部有关俄罗斯早期太空探索史的书籍－《世界上首个宇航协会》和《航天的黎明》（1965年）。1970年他在莫斯科去世，并被安葬于新圣女公墓。
月球上的克拉马罗夫陨石坑就是以他的名字命名的。

## 腳注
1. ↑  Winter, Frank H. Prelude to the Space Age: The Rocket Societies, 1924-1940. Washington: Smithsonian Institution Press, 1983. ISBN 0-87474-963-8, ISBN 978-0-87474-963-2. P. 28.
2. ↑  Yaroslav Golovanov, "Marsianii", Molodaya Gvardiya, Moscow 1985 (a history of F.A. Tsander)
3. ↑  . www.tutorgigpedia.com.   [2017-08-20]. （原始内容存档于2016-03-03）.